# John A. Pyle
John Adrian Pyle est un scientifique atmosphérique britannique, directeur du Center for Atmospheric Science à Cambridge, en Angleterre. Il est professeur au département de chimie de l'Université de Cambridge et, depuis 2007, il occupe la chaire 1920 de chimie physique au département de chimie. Il est également membre de la Royal Society et du St Catharine's College de Cambridge  .

## Biographie
Pyle fait ses études au De La Salle College de Salford, obtient son baccalauréat ès sciences en physique à l'Université de Durham et son doctorat en philosophie à l'Université d'Oxford en 1978.
Pyle est connu pour ses travaux approfondis sur la Chimie atmosphérique et ses interactions avec le climat. Ses premières recherches se concentrent sur les problèmes liés à l'appauvrissement de l'ozone stratosphérique, mais au cours des décennies suivantes, ses travaux s'étendent à une variété de domaines liés à la chimie et au climat ,,,,.
Pyle est nommé Commandeur de l'Ordre de l'Empire britannique (CBE) lors des honneurs du Nouvel An 2017 pour ses services à la chimie atmosphérique et aux sciences de l'environnement.